# روح (فیلم ۲۰۱۳)
«روح» (انگلیسی: Soul (2013 film)) فیلمی در ژانر ترسناک است که در سال ۲۰۱۳ منتشر شد.